# Рашид, Осама
Осама Рашид (араб. اسامه جبار شفيق رشيد‎; род. 13 января 1992 или 17 января 1992, Киркук) — иракский футболист, полузащитник клуба «Эрбиль».

## Клубная карьера
Усама провел более десяти лет в молодёжной системе «Фейеноорда», где он был одним из самых перспективных игроков в истории, когда-либо окончивших академию в последние годы. Среди других выпускников были Стефан де Врей, Йорди Класи, Бруну Мартинс Инди и Люк Кастаньос. Усама получил травму на чемпионате Европы среди юношей до 17 лет, которая помешал ему тренироваться с первым составом, что, по его мнению, повлияло на его шансы выступления в первой команде. Усаме не был предложен профессиональный контракт, когда ему исполнилось 18 лет, и поэтому он не продолжил свою карьеру в «Фейеноорде».